# Cathcart
Cathcart és una concentració de població designada pel cens dels Estats Units a l'estat de Washington. Segons el cens del 2000 tenia 3.015 habitants.

## Demografia
Segons el cens del 2000, Cathcart tenia 3.015 habitants, 1.016 habitatges, i 815 famílies. La densitat de població era de 279,8 habitants per km².
Dels 1.016 habitatges en un 43,2% hi vivien nens de menys de 18 anys, en un 70,1% hi vivien parelles casades, en un 6,1% dones solteres, i en un 19,7% no eren unitats familiars. En el 14,5% dels habitatges hi vivien persones soles el 3% de les quals corresponia a persones de 65 anys o més que vivien soles. El nombre mitjà de persones vivint en cada habitatge era de 2,96 i el nombre mitjà de persones que vivien en cada família era de 3,27.
Per edats la població es repartia de la següent manera: un 30,2% tenia menys de 18 anys, un 6,5% entre 18 i 24, un 32,6% entre 25 i 44, un 24,1% de 45 a 60 i un 6,5% 65 anys o més.
L'edat mediana era de 37 anys. Per cada 100 dones de 18 o més anys hi havia 99,7 homes.
La renda mediana per habitatge era de 65.357 $ i la renda mediana per família de 77.552 $. Els homes tenien una renda mediana de 52.425 $ mentre que les dones 32.417 $. La renda per capita de la població era de 28.716 $. Aproximadament l'1,9% de les famílies i el 3,9% de la població estaven per davall del llindar de pobresa.

## Poblacions més properes
El següent diagrama mostra les poblacions més properes.